# 노조키역
노조키역(일본어: 及位駅)은 일본 야마가타현 모가미군 마무로가와정에 위치한 동일본 여객철도 오우 본선의 철도역이다. 단선 · 섬식의 형태를 합친 2면 3선 구조의 복합 승강장을 가진 지상역이다.

## 이용 현황
- 2000년도 : 26명
- 2001년도 : 26명
- 2002년도 : 25명
- 2003년도 : 23명
- 2004년도 : 20명

## 역 주변
- 국도 제13호선
- 가부산 현립 자연공원

## 역사
- 1904년 10월 21일 : 개업.
- 1987년 4월 1일 : 일본국유철도 분할 민영화에 의해, 동일본 여객철도가 승계.
- 2004년 3월 31일 : 간이위탁 해제.

## 인접 역
| 동일본 여객철도 오우 본선 | 동일본 여객철도 오우 본선 | 동일본 여객철도 오우 본선 |
| ------------------------- | ------------------------- | ------------------------- |
| 오타키 신조 방면          | ■ 오우 본선               | 인나이 아키타 방면        |